# Плисківська сільська територіальна громада
Плисківська сільська громада — територіальна громада в Україні, в Ніжинському районі Чернігівської області. Адміністративний центр — село Плиски.
Площа громади — 236 км², населення — 2855 мешканців (2018).
Утворена 14 лютого 2017 року шляхом об'єднання Великозагорівської, Махнівської, Плисківської та Сиволозької сільських рад Борзнянського району.

## Населені пункти
До складу громади входять 5 сіл: Велика Загорівка, Махнівка, Плиски, Сиволож та Степ.